# Abbaye de Flaxley
L’abbaye de Flaxley est une ancienne abbaye cistercienne située dans la ville de Flaxley (en), dans le district de la Forêt de Dean (Gloucestershire), en Angleterre. Comme la plupart des abbayes britanniques, elle a été fermée par Henry VIII durant la campagne de dissolution des monastères.

## Histoire

### Fondation
L'abbaye de Flaxley est fondée entre 1151 et 1154 sur la demande du comte d'Hereford, Roger FitzMiles. La tradition veut que l'abbaye ait été construite comme un monument au souvenir de son père Miles de Gloucester, au lieu même où ce dernier était mort lors d'une chasse. Les droits de l'abbaye sont rapidement constatés (entre 1151 et 1154) par une charte du roi Henri II puis par une autre en 1158.

### Moyen Âge
Les moines qui construisent l'abbaye viennent de l'abbaye de Bordesley, récemment (1138) fondée dans le Worcestershire. La seconde charte du roi vient protéger les deux granges qu'ils ont déjà bâties, sept ans seulement après leur arrivée, à West Dean et à Wallmore. Les moines de Flaxley s'adaptent à leur environnement : la région ne se prêtant pas bien aux cultures, ils pratiquent surtout l'élevage ovin.
Le premier abbé est Waleran, mais une visite du chapitre général cistercien en 1187 le dépose et propose aux moines de l'abbaye d'en élire un autre ; c'est Alan, un moine de Bordersley, qui est choisi. De nombreuses lacunes sont ensuite constatées dans la chronique abbatiale.

### Abbés de Bordesley
- Waleran (jusqu'en 1187)
- Alan, élu en 1187
- Richard, élu vers 1200
- William, élu peut-être en février 1277
- Nicholas, attesté en 1288
- William de Rya, attesté en 1314
- Richard Peyto, attesté en 1372
- William, attesté en 1426
- — Berkeley, attesté en 1476
- John, élu en 1509
- William Beawdley, attesté en 1528
- Thomas Were, attesté en 1532[4]

### Dissolution du monastère

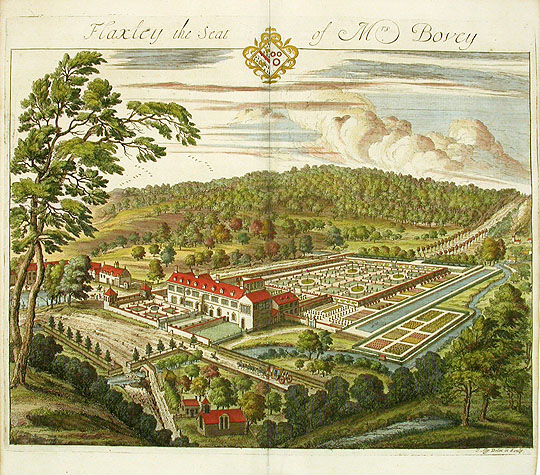
Les bâtiments de l'ancienne abbaye en 1712 (gravure de Johannes Kip).

Le 4 septembre 1536, comme tous les autres monastères « mineurs » du Gloucestershire, à la suite de la rupture entre Henry VIII et l'Église catholique, l'abbaye de Flaxley est fermée et détruite lors de la campagne de dissolution des monastères. Demeuraient alors à l'abbaye sept moines et un abbé.
Le 21 mars 1537, l'abbaye est attribuée à Sir William Kingston (en). Trois des moines sont admis dans d'autres abbayes, et l'abbé Thomas Were à Aston Rowant ; le sort des quatre autres moines est inconnu.
À la suite de la dissolution des monastères, l'abbaye fut démolie en partie et les ailes ouest et sud converties en un château. En 1648 ce château fut acheté par James Boevey (en), un marchand et avocat, et ses descendants furent anoblis comme baronnets en 1784. La famille continue à y habiter jusqu'à 1960.